# (31666) 1999 JK3
1999 JK3 (asteroide 31666) é um asteroide da cintura principal. Possui uma excentricidade de 0.15729410 e uma inclinação de 14.35919º.
Este asteroide foi descoberto no dia 8 de maio de 1999 por Takao Kobayashi em Oizumi.